# 4104-es busz
A 4104-es jelzésű autóbuszvonal Ózd és Aggtelek (Ózd – Bánréve – Putnok – Ragály – Aggtelek) között húzódó helyközi vonal, amelyet a Volánbusz Zrt. üzemeltet.

## Útvonala
Ózd autóbusz-állomásról indul. A 25-ös főúton indul el Bánréve irányába, azonban útja a város Velencetelep részébe vezet, párhuzamosan a főúttal közlekedik a vasútállomástól egészen Tábláig (hozzácsatolt falu). Egyes indításai a helyi közlekedésben szerepet játszó Új köztemető megállót is érintik, majd Center határában halad. Sajónémetibe a legtöbb járat betér, melyet a szlovák határral határos Sajópüspöki követ, aztán a Sajó völgyi Bánréve jön. A 26-os főútba csatlakozik, a héti elágazásban 3 különböző iránnyal találja szemben magát: Serényfalva egyetlen késő esti érintett (mint kitérés), Hét település kevés alkalommal, a vonal első városa, Putnok mindig. Utóbbinak vasútállomása végállomás is egyes esetekben. Serényfalva felé megy tovább, majd a szomszédos Kelemérre érkezik. Itt kis arányban Gömörszőlős is kiszolgált, majd Zádorfalva peremén suhan el és 5 kilométeren belül éri el Ragályt. A 2603-as mellékútra kanyarodik, az Aggteleki Nemzeti Parkhoz érve Trizs következik és a vonal végállomása, Aggtelek.
Ellentétes irányban érintett Alsószuha is. Ezen kívül útvonala változatlan.
Ózd Autóbusz-állomás – Új köztemető szakaszán a helyi jegyek és bérletek elfogadottak a járatokon.

## Közlekedése
Indításszáma átlagos, azonos útvonalon közlekedik a 4140-es busszal, de az Ózdon nem teljesít helyijáratot.
Csatlakozást biztosít:
- Ózd, autóbusz-állomás – autóbuszos Budapest felé/felől (1031-es busz)
- Putnok, vasútállomás – vasúti Miskolc és Ózd felé/felől (92-es vasútvonal)
- Putnok, Fő tér – autóbuszos Miskolc felé/felől (3770-es busz).

| Viszonylat                          | Indításszám     | Közlekedési rend          |
| ----------------------------------- | --------------- | ------------------------- |
| Ózd, aut. áll. ➝ Putnok, Fő tér     | 1 oda           | tanszünetben munkanapokon |
| Ózd, aut. áll. ➝ Putnok, Fő tér     | 1 oda           | hétvégén                  |
| Ózd, aut. áll. – Putnok, vá.        | 1 oda, 2 vissza | munkanapokon              |
| Ózd, aut. áll. – Putnok, vá.        | 1 pár           | szabadnapokon             |
| Ózd, aut. áll. – Putnok, vá.        | 1 oda, 2 vissza | munkaszüneti napokon      |
| Ózd, aut. áll. – Ragály, aut. ford. | 2 pár           | munkanapokon              |
| Ózd, aut. áll. – Ragály, aut. ford. | 1 pár           | szabadnapokon             |
| Ózd, aut. áll. – Aggtelek, aut. vt. | 1 oda           | tanítási napokon          |
| Ózd, aut. áll. – Aggtelek, aut. vt. | 1 pár           | tanszünetben munkanapokon |
| Ózd, aut. áll. – Aggtelek, aut. vt. | 2 oda, 3 vissza | szabadnapokon             |
| Ózd, aut. áll. – Aggtelek, aut. vt. | 1 vissza        | munkaszüneti napokon      |

## Megállóhelyei
| 0                                                                                     | Ózd, autóbusz-állomás végállomás              | 0.0 km  | 1, 2, 2A, 3, 4, 6, 7, 8, 12, 20A, 23, 26, 46, 47, 68, 74, 76, 78 1031, 1034, 1051, 1369, 1384, 1411 3410, 3770, 3773, 4101, 4102, 4140, 4145, 4147, 4148, 4150, 4151, 4153, 4155, 4157, 4158, 4160, 4161, 4180, 4185, 4186 |
| 1                                                                                     | Ózd, vasútállomás                             | 1.2 km  | 4, 7, 8, 12, 46, 47, 68, 74, 76, 78 1369, 1384, 1410, 1411 3770, 3773, 4140, 4145 személyvonat – Ózd [92.] |
| 2                                                                                     | Ózd (Velence), étterem                        | 1.8 km  | 4, 7, 46, 47, 74, 76, 78 |
| 3                                                                                     | Ózd, Kőalja utca 62.                          | 2.3 km  | 4, 7, 46, 47, 74, 76, 78 |
| 4                                                                                     | Ózd, Kossuth út                               | 2.7 km  | 4, 46, 47, 74 |
| 5                                                                                     | Ózd, Kőalja utca 140.                         | 3.2 km  | 4, 46, 47, 74 |
| 6                                                                                     | Ózd alsó vasútállomás                         | 3.7 km  | 4, 46, 47, 74 1369, 1384, 1410, 1411 3770, 3773, 4140, 4145 személyvonat – Ózd alsó [92.] |
| 7                                                                                     | Ózd, Móricz Zsigmond utca                     | 4.2 km  | 4, 46, 47, 74 3773, 4140, 4145 |
| Munkanapokon 3; szabadnapokon 4; munkaszüneti napokon 1 alkalommal érintett.          |                                               |         | |
| ∫                                                                                     | Ózd, Új köztemető                             | ∫       | 4, 46, 47, 74 |
| Helyi jegyek és bérletek érvényességi határa                                          |                                               |         | |
| 8                                                                                     | Ózd, Center vasútállomás bejárati út          | 6.6 km  | 1369, 1384, 1410, 1411 3770, 3773, 4140, 4145 |
| 9                                                                                     | Ózd, faiskola                                 | 7.2 km  | 1369, 1384, 1410, 1411 3770, 3773, 4140, 4145 |
| 10                                                                                    | Ózd, centeri elágazás                         | 8.0 km  | 1369, 1384, 1410, 1411 3770, 3773, 4140, 4145 |
| 11                                                                                    | Sajónémeti elágazás                           | 9.1 km  | 1369, 1384, 1410, 1411 3770, 3773, 4140, 4145 |
| Munkanapokon 1; szabadnapokon 2 alkalommal nem érintett.                              |                                               |         | |
| 12                                                                                    | Sajónémeti vasúti megállóhely                 | 9.8 km  | 3773, 4140, 4145 |
| 13                                                                                    | Sajónémeti, vegyesbolt                        | 10.7 km | 3773, 4140, 4145 |
| 14                                                                                    | Sajónémeti, posta                             | 11.3 km | 3773, 4140, 4145 |
| 15                                                                                    | Sajónémeti, vegyesbolt                        | 11.9 km | 3773, 4140, 4145 |
| 16                                                                                    | Sajónémeti vasúti megállóhely                 | 12.8 km | 3773, 4140, 4145 |
| 17                                                                                    | Sajónémeti elágazás                           | 13.5 km | 1369, 1384, 1410, 1411 3770, 3773, 4140, 4145 |
| 18                                                                                    | Sajópüspöki, újtelep                          | 14.5 km | 3773, 4140, 4145 |
| 19                                                                                    | Sajópüspöki, élelmiszerbolt                   | 14.9 km | 1034, 1369, 1384, 1410, 1411 3770, 3773, 4140, 4145 |
| 20                                                                                    | Bánréve, autóbusz-váróterem                   | 17.1 km | 1034, 1369, 1384, 1410, 1411 3770, 3773, 4140, 4145 |
| 21                                                                                    | Bánréve, vasúti átjáró                        | 17.7 km | 1369, 1384, 1410, 1411 3770, 3773, 4140, 4145 személyvonat – Bánréve [92.] |
| 22                                                                                    | Bánréve, újtelep                              | 18.6 km | 1369, 1384, 1410, 1411 3770, 3773, 4140, 4145 |
| 23                                                                                    | Héti elágazás                                 | 19.8 km | 1034, 1369, 1384, 1410, 1411 3770, 3773, 4063, 4140, 4145, 4188 |
| Munkanapokon 2; szabadnapokon 2; munkaszüneti napokon 3 alkalommal érintett.          |                                               |         | |
| ∫                                                                                     | Serényfalva, téglagyár                        | ∫       | 4063, 4140, 4188 |
| ∫                                                                                     | Serényfalva, községháza                       | ∫       | 1034 4063, 4140, 4188 |
| 23                                                                                    | Héti elágazás                                 | 19.8 km | 1034, 1369, 1384, 1410, 1411 3770, 3773, 4063, 4140, 4145, 4188 |
| Tanítási napokon 2; tanszünetben munkanapokon 3; hétvégén 5 alkalommal érintett.      |                                               |         | |
| ∫                                                                                     | Pogonyipuszta vasúti megállóhely              | ∫       | 3773, 4063, 4140, 4145 személyvonat – Pogonyipuszta [92.] |
| ∫                                                                                     | Hét, temető                                   | ∫       | 3773, 4063, 4140, 4145 |
| ∫                                                                                     | Hét, szikvízüzem                              | ∫       | 3773, 4063, 4140, 4145 |
| ∫                                                                                     | Hét, temető                                   | ∫       | 3773, 4063, 4140, 4145 |
| ∫                                                                                     | Pogonyipuszta vasúti megállóhely              | ∫       | 3773, 4063, 4140, 4145 személyvonat – Pogonyipuszta [92.] |
| 23                                                                                    | Héti elágazás                                 | 19.8 km | 1034, 1369, 1384, 1410, 1411 3770, 3773, 4063, 4140, 4145, 4188 |
| 24                                                                                    | Héti csárda                                   | 21.3 km | 3773, 4063, 4140, 4145, 4188 |
| 25                                                                                    | Putnok, Egyetértés Tsz                        | 22.4 km | 1369, 1384, 1410, 1411 3770, 3773, 4063, 4140, 4145, 4188 |
| 26                                                                                    | Putnok, szociális otthon                      | 23.0 km | 1369, 1384, 1410, 1411 3770, 3773, 4063, 4140, 4145, 4188 |
| 27                                                                                    | Putnok, Fő tér vonalközi végállomás           | 23.8 km | 1369, 1384, 1410, 1411 3770, 3773, 4063, 4065, 4140, 4145, 4147, 4148, 4151, 4188, 4194, 4195 |
| Munkanapokon 1; szabadnapokon 1 alkalommal nem érintett.                              |                                               |         | |
| 28                                                                                    | Putnok, vasútállomás elágazás                 | 24.2 km | 4062, 4063, 4140, 4147, 4148, 4151, 4193, 4194, 4195 |
| 29                                                                                    | Putnok, vasútállomás vonalközi végállomás     | 25.0 km | 4062, 4063, 4140, 4147, 4148, 4151, 4193, 4194, 4195 személyvonat – Putnok [92.] |
| 30                                                                                    | Putnok, vasútállomás elágazás                 | 25.8 km | 4062, 4063, 4140, 4147, 4148, 4151, 4193, 4194, 4195 |
| 31                                                                                    | Putnok, Fő tér vonalközi végállomás           | 26.2 km | 1369, 1384, 1410, 1411 3770, 3773, 4063, 4065, 4140, 4145, 4147, 4148, 4151, 4188, 4194, 4195 |
| 32                                                                                    | Putnok, szociális otthon                      | 27.0 km | 1369, 1384, 1410, 1411 3770, 3773, 4063, 4140, 4145, 4188 |
| 33                                                                                    | Putnok, Egyetértés Tsz                        | 27.6 km | 1369, 1384, 1410, 1411 3770, 3773, 4063, 4140, 4145, 4188 |
| 34                                                                                    | Héti csárda                                   | 28.7 km | 3773, 4063, 4140, 4145, 4188 |
| 35                                                                                    | Héti elágazás                                 | 30.2 km | 1034, 1369, 1384, 1410, 1411 3770, 3773, 4063, 4140, 4145, 4188 |
| Tanítási napokon 3; tanszünetben munkanapokon 4; szabadnapokon 3 alkalommal érintett. |                                               |         | |
| ∫                                                                                     | Pogonyipuszta vasúti megállóhely              | ∫       | 3773, 4063, 4140, 4145 személyvonat – Pogonyipuszta [92.] |
| ∫                                                                                     | Hét, temető                                   | ∫       | 3773, 4063, 4140, 4145 |
| ∫                                                                                     | Hét, szikvízüzem                              | ∫       | 3773, 4063, 4140, 4145 |
| ∫                                                                                     | Hét, temető                                   | ∫       | 3773, 4063, 4140, 4145 |
| ∫                                                                                     | Pogonyipuszta vasúti megállóhely              | ∫       | 3773, 4063, 4140, 4145 személyvonat – Pogonyipuszta [92.] |
| 35                                                                                    | Héti elágazás                                 | 30.2 km | 1034, 1369, 1384, 1410, 1411 3770, 3773, 4063, 4140, 4145, 4188 |
| 36                                                                                    | Serényfalva, téglagyár (↓)                    | 30.7 km | 4063, 4140, 4188 |
| 37                                                                                    | Serényfalva, községháza                       | 31.7 km | 1034 4063, 4140, 4188 |
| 38                                                                                    | Székipuszta                                   | 35.6 km | 4063, 4140, 4188 |
| 39                                                                                    | Kelemér, vendégház                            | 37.5 km | 4063, 4140, 4188 |
| 40                                                                                    | Kelemér, autóbusz-váróterem                   | 37.9 km | 1034 4063, 4140, 4188 |
| Tanítási napokon 1; tanszünetben munkanapokon 2; szabadnapokon 2 alkalommal érintett. |                                               |         | |
| ∫                                                                                     | Gömörszőlős, községháza                       | ∫       | 4063, 4140, 4188 |
| Szabadnapokon 1 alkalommal érintett.                                                  |                                               |         | |
| ∫                                                                                     | Alsószuha, autóbusz-váróterem                 | ∫       | 4070, 4140, 4188 |
| 41                                                                                    | Zádorfalva, községháza                        | 43.9 km | 4070, 4140 |
| 42                                                                                    | Zádorfalva, autóbusz-váróterem                | 44.3 km | 1034 4070, 4140 |
| 43                                                                                    | Ragály, orvosi rendelő                        | 49.1 km | 4140 |
| 44                                                                                    | Ragály, autóbusz-forduló vonalközi végállomás | 49.7 km | 1034, 1054 3774, 4075, 4078, 4079, 4140 |
| 45                                                                                    | Trizs, alsó                                   | 52.6 km | 4075, 4078, 4079, 4140 |
| 46                                                                                    | Trizs, községháza                             | 53.0 km | 1034, 1054 4075, 4078, 4079, 4140 |
| 47                                                                                    | Aggtelek, Kossuth utca barlang bejárati út    | 59.0 km | 1034, 1054 4075, 4078, 4079, 4081, 4125, 4140 |
| 48                                                                                    | Aggtelek, autóbusz-váróterem végállomás       | 59.6 km | 1034, 1054 4075, 4078, 4081, 4125, 4140 |